# Polkomtel
Polkomtel sp. z o.o. (w latach 1995–2012 Polkomtel SA) – polskie przedsiębiorstwo telekomunikacyjne z siedzibą w Warszawie, operator sieci telefonii komórkowej Plus, właściciel marek Sami Swoi, 36.6 i Plush (GSM 900/1800 MHz), UMTS 2100 MHz i 4G (LTE).
1 lutego 1996 roku Polkomtel sp. z o.o. otrzymał koncesję na świadczenie usług telekomunikacyjnych z numerami rozpoczynającymi się od 601 i zezwolenie na budowę ruchomej sieci radiokomunikacyjnej według standardu GSM w paśmie 900 MHz (później rozszerzone również na GSM 1800 MHz). Komercyjne uruchomienie sieci nastąpiło 1 października 1996 roku.
Polkomtel sp. z o.o. jest właścicielem sieci Aero2 i spółki Sferia. Należy do Grupy Polsat Plus.

## Zakres działalności
Polkomtel oferuje usługi telekomunikacyjne, przeznaczone zarówno dla klientów biznesowych, jak i indywidualnych, oferowane pod markami:
Plus – system abonamentowy,
Plus na Kartę – system przedpłacony,
Plus Mix – system łączący elementy abonamentu i usługi przedpłaconej.
W 2003 roku Polkomtel, jako pierwszy operator komórkowy w Polsce, wystartował z usługą transmisji danych opartych na technologii EDGE. We wrześniu 2004 Polkomtel, również jako pierwszy w Polsce, uruchomił usługi telefonii komórkowej trzeciej generacji, łącznie z UMTS.
8 czerwca 2006 Polkomtel podpisał z P4 umowę o tzw. roaming krajowy, dzięki której P4 świadczy swoim klientom (sieć Play) usługi, korzystając z infrastruktury sieciowej Polkomtelu do czasu zbudowania własnej sieci. Umowa została zakończona wraz z końcem 2019 roku.

## Historia i akcjonariat
Spółkę Polkomtel SA utworzyło 19 grudnia 1995 roku 10 akcjonariuszy. Było wśród nich osiem firm polskich, reprezentujących 61,5% kapitału akcyjnego, tj. KGHM (19,61%), Petrochemia Płock (19,61%), Polskie Sieci Elektroenergetyczne (17,56%), Węglokoks, Stalexport, Tel-Energo, Telbank i BIG Bank Gdański oraz dwie firmy zagraniczne – operatorzy telekomunikacyjni: brytyjski Vodafone (wówczas AirTouch International) i duński TeleDanmark Communications z udziałami po 19,61%. W 2007 roku prezesem został Adam Glapiński. 30 czerwca 2011 roku w posiadanie 100% akcji weszła cypryjska spółka Spartan Capital Holdings kontrolowana pośrednio przez Zygmunta Solorza. 24 października 2011 roku zgodę na to przejęcie wydał Urząd Ochrony Konkurencji i Konsumentów. Była to największa transakcja kupna w 2011 roku, w całej Europie – 18,1 mld zł.
7 maja 2012 r. Sąd Rejonowy dla m.st. Warszawy, XIII Wydział Gospodarczy wpisał do rejestru przedsiębiorców Krajowego Rejestru Sądowego pod numerem 0000419430 Polkomtel spółkę z ograniczoną odpowiedzialnością, będącą następcą prawnym Polkomtel SA. Od tego dnia, stroną umów o świadczenie usług telekomunikacyjnych jest Polkomtel Spółka z o.o.
W dniu 1 lutego 2013 r. zostało zarejestrowane połączenie spółek Polkomtel sp. z o.o. i Spartan Capital Holdings sp. z o.o. Połączenie spółek zostało dokonane przez przeniesienie całego majątku Spartan Capital Holdings na Polkomtel jako spółkę przejmującą. Spartan Capital Holdings została wykreślona z rejestru. Po połączeniu, bezpośrednim udziałowcem Polkomtelu stała się szwedzka spółka Eileme 4 AB, podmiot zależny od cypryjskiej spółki Metelem Holding Company Ltd., kontrolowanej pośrednio przez Zygmunta Solorza-Żaka i Heronima Rutę, którzy posiadają 100% głosów i 83,7% udziałów w tej spółce. Mniejszościowym udziałowcem jest EBRD, który nie ma prawa głosu ani prawa do powoływania zarządu. EBRD jest uprawniony do udziału w posiedzeniach udziałowców bez prawa głosu. EBRD ma prawo weta w pewnych kwestiach ściśle określonych w umowie spółki.
W dniu 14 listopada 2013 r. Cyfrowy Polsat (CP) zawarł z trzema wspólnikami Metelem, których udziały reprezentują około 83,77% udziałów w Metelem, warunkową umowę inwestycyjną w sprawie przeniesienia udziałów w Metelem jako wkładu niepieniężnego (aportu) na pokrycie akcji, które zostaną wyemitowane przez CP. Czwarty wspólnik Metelem, EBOiR, także rozpatruje ofertę przedstawioną przez CP. Transakcja oznacza przejęcie kontroli nad spółką Polkomtel przez Cyfrowy Polsat.

## Władze

### Zarząd[10]
- Andrzej Abramczuk – prezes
- Aneta Jaskólska – członek zarządu
- Justyna Kulka – członek zarządu
- Katarzyna Ostap-Tomann – członek zarządu
- Jacek Felczykowski – członek zarządu

### Rada Nadzorcza
- Zygmunt Solorz-Żak – przewodniczący
- Tobias Solorz – wiceprzewodniczący
- Józef Birka – członek Rady Nadzorczej
- Aleksander Myszka – członek Rady Nadzorczej
- Wojciech Pytel – członek Rady Nadzorczej
- Maciej Stec – członek Rady Nadzorczej
- Tomasz Szeląg – członek Rady Nadzorczej
- Piotr Żak – członek Rady Nadzorczej

## Sponsor polskiej siatkówki
Od 1998 Polkomtel jest głównym sponsorem polskiej siatkówki, zarówno reprezentacji mężczyzn, jak i kobiet, oraz reprezentacji młodzieżowych.

## Krytyka i kary
W 2010 Sąd Apelacyjny uznał, że zakwestionowana przez UOKiK reklama iPlus dla ciebie z komputerem wprowadzała w błąd.
15 marca 2011 spółka otrzymała rekordową karę 130 689 900 zł za „brak współpracy” podczas kontroli spółki będącej elementem śledztwa w sprawie domniemanej zmowy z innymi operatorami komórkowymi.